# Калимах от Кирена
Вижте пояснителната страница за други личности с името Калимах.
Калимах (Callimachus; Callimachus Cyrenius; на гръцки: Καλλίμαχος, Kallimachos; * 310/305 пр.н.е. в Кирена – † 240 пр.н.е. в Александрия) е поет, критик, учен и александрийски библиотекар в Елинистичен Египет. Смятан е за основател на научната филология.
Роден е в знатно семейство в древногръцката колония Кирена (на територията на днешна Либия). Расте в двореца на Птоломеите, където получава задълбочено литературно образование. Работи като трети ръководител на Александрийската библиотека
Написва 6 химна за Олимпийските богове: Зевс, Аполон и Артемида, за Атина, Деметра и остров Делос.
Написва и 63 епиграми и 740 фрагменти. Съставя първия библиотекарски каталог на света и няколко енциклопедии.
Между учениците на Калимах са няколко по-късни ръководители на библиотеката в Александрия: Аполоний Родоски, Ератостен.